# Sunil Bal
Sunil Bal (Churiyamai, 1º gennaio 1998) è un calciatore nepalese, centrocampista del Biratnagar City.

## Carriera

### Club
Ha giocato nella prima divisione nepalese.

### Nazionale
Ha esordito in nazionale il 29 maggio 2016 in una partita amichevole pareggiata per 1-1 sul campo del Laos.

## Statistiche

### Cronologia presenze e reti in nazionale
| Cronologia completa delle presenze e delle reti in nazionale ― Nepal | Cronologia completa delle presenze e delle reti in nazionale ― Nepal | Cronologia completa delle presenze e delle reti in nazionale ― Nepal | Cronologia completa delle presenze e delle reti in nazionale ― Nepal | Cronologia completa delle presenze e delle reti in nazionale ― Nepal | Cronologia completa delle presenze e delle reti in nazionale ― Nepal | Cronologia completa delle presenze e delle reti in nazionale ― Nepal | Cronologia completa delle presenze e delle reti in nazionale ― Nepal |
| Data                                                                 | Città                                                                | In casa                                                              | Risultato                                                            | Ospiti                                                               | Competizione                                                         | Reti                                                                 | Note                                                                 |
| -------------------------------------------------------------------- | -------------------------------------------------------------------- | -------------------------------------------------------------------- | -------------------------------------------------------------------- | -------------------------------------------------------------------- | -------------------------------------------------------------------- | -------------------------------------------------------------------- | -------------------------------------------------------------------- |
| 2-9-2021                                                             | Katmandu                                                             | Nepal                                                                | 1 – 1                                                                | India                                                                | Amichevole                                                           | -                                                                    | 65’                                                                  |
| 16-10-2021                                                           | Malé                                                                 | India                                                                | 3 – 0                                                                | Nepal                                                                | SAFF Championship 2021 - Finale                                      | -                                                                    | 66’                                                                  |
| Totale                                                               |                                                                      | Presenze                                                             | 2                                                                    |                                                                      | Reti                                                                 | 0                                                                    |                                                                      |